# Bundesfestung
Bundesfestungen des Deutschen Bundes waren seit 1815 die befestigten Orte Luxemburg, Mainz und Landau. Später erhielten Ulm und Rastatt ebenfalls diesen Status. Sie unterstanden direkt der Bundesversammlung bzw. der von ihr eingesetzten Bundesmilitärkommission. In der Zeit der Provisorischen Zentralgewalt (1848/1849) war Reichskriegsminister Eduard von Peucker der Verantwortliche.
Die Bundesfestungen sollten Deutschland in die Gelegenheit bringen, sich gegen einen französischen Angriff zu verteidigen. In der Zeit des Deutschen Bundes (1815–1866) ist es zu einem solchen Angriff nicht gekommen, trotz außenpolitischer Krisen um die Jahre 1830 und 1840. Einige Bundesfestungen waren von Soldaten verschiedener deutscher Staaten bemannt, damit sie ein gemeinsames Verantwortungsgefühl förderten.
Nach dem Ende des Deutschen Bundes wurden die Bundesfestungen geschleift oder von deutschen Gliedstaaten übernommen. Von den meisten Anlagen sind heute nur noch Reste vorhanden.

## Geschichte
Am Rande der Pariser Friedenskonferenz hatten die vier Siegermächte Österreich, Großbritannien, Preußen und Russland am 3. November 1815 die Städte Mainz, Luxemburg und Landau zu Festungen des Deutschen Bundes bestimmt und zudem den Bau einer vierten Bundesfestung am Oberrhein vorgesehen. Ein Nachtragsbeschluss zur Bundeskriegsverfassung vom 11. Juli 1822 schuf dann die gesetzliche Grundlage.
Die Übernahme der Bundesfestungen durch den Bund geschah erst mit erheblicher Verzögerung. Erst am 15. Dezember 1825 wurde die Festung Mainz, am 13. März 1826 Luxemburg und am 27. Januar 1831 Landau übernommen. Zu diesen älteren Bundesfestungen kamen ab 1841 und 1842 noch die Neubauten bei Rastatt und Ulm hinzu.
Nach der Gasteiner Konvention von 1865 war noch Rendsburg als Bundesfestung vorgesehen; wegen der 1866 erfolgten Auflösung des Deutschen Bundes kam es nicht mehr zur Ausführung dieses Beschlusses.
Die Bundesfestungen bildeten zumindest in der Anfangsphase des Deutschen Bundes den wohl einzigen Bereich wirksamer militärischer Kompetenznahme durch zentrale Bundesbehörden. Und so ist es durchaus von symbolischem Wert, dass der doppelköpfige Bundesadler alle Geschützrohre auf den Bundesfestungen zierte.

## Funktion
Die militärische Funktion der Bundesfestungen lag vornehmlich in der Sicherung der Westgrenze gegen Frankreich. In der Verteidigungskonzeption des Deutschen Bundes nahmen Festungen einen zentralen Platz ein. Die Festungen sollten im Kriegsfall den Aufmarsch des Bundesheeres decken, den Gegner bei seinem Vormarsch zu zeitraubenden Belagerungen zwingen und als Operationsbasis für die eigenen Offensivhandlungen dienen.
Aufgrund ihrer vielfach ungünstigen, exponierten Lage gewannen die Bundesfestungen erst im Zusammenwirken mit den übrigen Befestigungen der einzelnen deutschen Staaten, besonders dem preußischen Festungssystem am Rhein, an Bedeutung.

## Leitung und Verwaltung
Die administrative Leitung einer Bundesfestung oblag dem Festungsgouverneur, die militärische Führung dem Festungskommandanten. Beide wurden in der Regel von dem Landesherren, dessen Kontingent in der jeweiligen Bundesfestung den Hauptanteil der Besatzung bildete, bestimmt. Sowohl der Gouverneur als auch der Kommandant hatten bei der Übernahme der Festung einen Eid abzuleisten, der sie verpflichtete, ihr Amt im Interesse des Bundes und nur zu dessen Verteidigung auszuüben.
Für die Instandhaltung der Bundesfestungen war die Bundesmatrikularkasse eingerichtet worden, deren Bestand sich vorrangig aus Matrikularbeiträgen der Einzelstaaten bildete. Darüber hinaus wurden aus der französischen Kriegskostenentschädigung von 1815, die zunächst auf 700 Millionen Francs festgelegt worden war, 60 Millionen für den Aus- oder Neubau von Rheinfestungen ausgegeben.

## Bundesfestungen

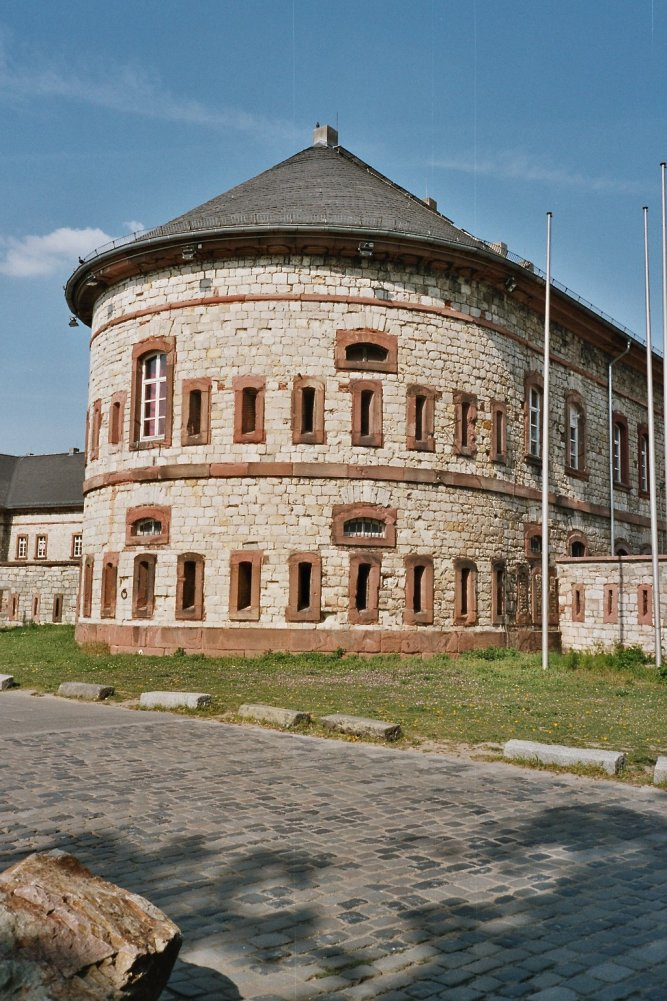
Das Reduit der Bundesfestung Mainz in Mainz-Kastel

### Mainz
Die Mainzer Festung gab es bereits seit dem 17. Jahrhundert. Während des Deutschen Bundes lag Mainz im Großherzogtum Hessen. Die Besatzung der Bundesfestung bestand im Frieden laut der Karlsbader Konvention vom 10. August 1817 halb aus österreichischen, halb aus preußischen Truppen. Alle fünf Jahre sollte der Kommandant abwechselnd von Preußen oder Österreich ernannt werden. Außer den insgesamt 6.000 Österreichern und Preußen war ein 1.000 Mann starkes großherzoglich-darmstädtisches Bataillon dazu bestimmt, das Besatzungskontingent aufzufüllen. Tatsächlich wurde diese Friedensstärke nicht erreicht. Im älteren Kern der Festung Mainz gab es nicht genügend Platz, die volle Zahl unterzubringen.
Im Kriegsfall war vorgesehen, die Besatzung bis auf ca. 21.000 Mann aufzustocken. Neben den Österreichern und Preußen sollte laut Beschluss der Bundesversammlung vom 3. März 1831 das letzte Drittel aus den Truppen der Kleinstaatenkontingente der Reservedivision des Bundesheeres, deren Wert mehr als zweifelhaft war, gebildet werden. Die Unterbringung eines solchen Kontingents innerhalb der Kernfestung und der Stadtumwallung war jedoch völlig ausgeschlossen. Deshalb wurden die auf umliegenden Höhen geplanten, weit vorgeschobenen detachierten Forts der Festung Mainz auch nach 1815 planmäßig ausgebaut, so dass schließlich neben der alten Zitadelle und der Stadtumwallung drei Außengürtel miteinander verbundener detachierter Werke entstanden, deren Innenbezirke einer ganzen Armee Aufnahme bieten konnte.

### Luxemburg

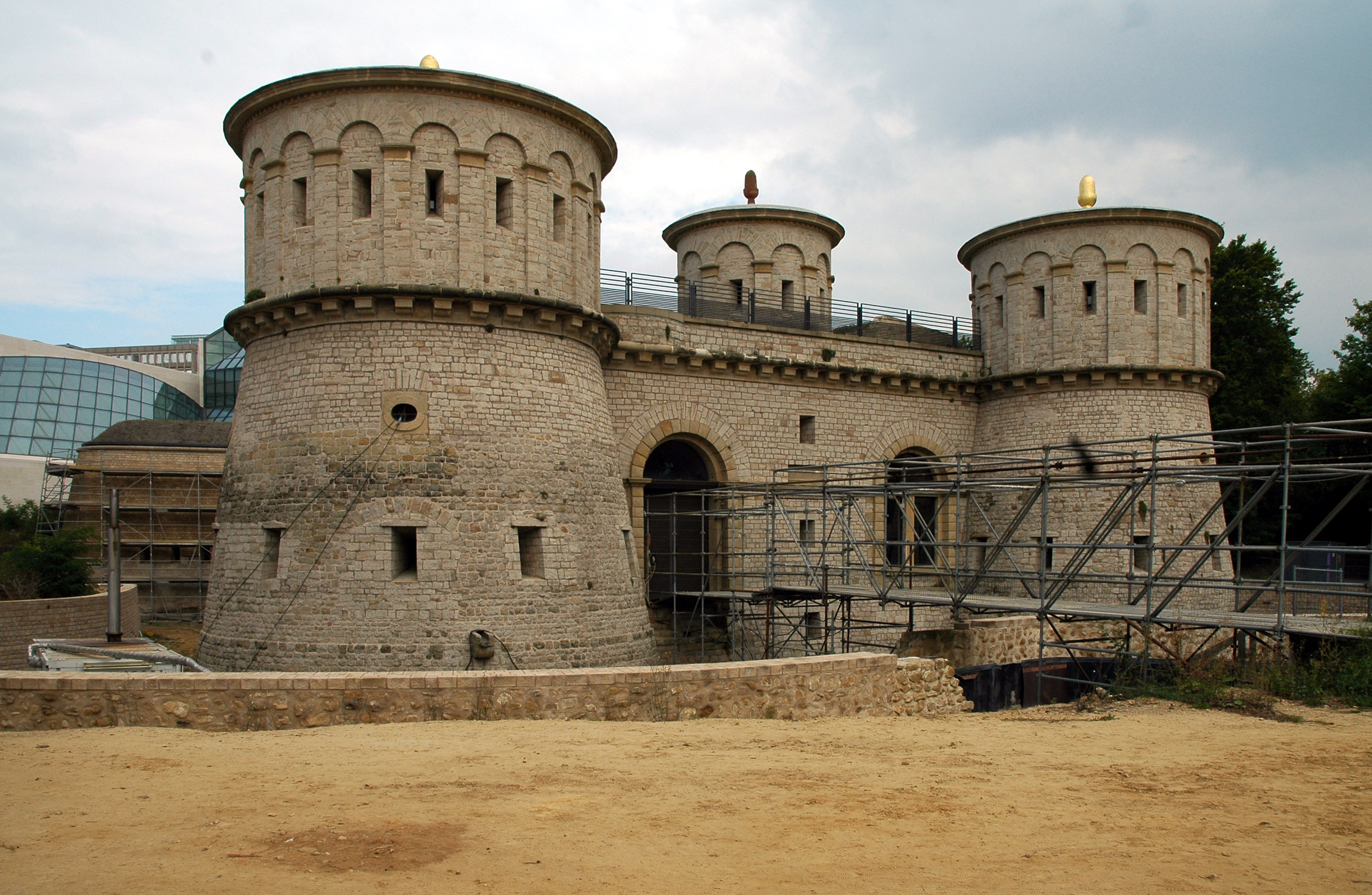
Fort Thüngen der Bundesfestung Luxemburg

Die Besatzung der Bundesfestung Luxemburg sollte zu drei Vierteln aus Preußen und zu einem Viertel aus Niederländern bestehen. Im Ergänzungstraktat vom 8. November 1816 trat der niederländische König, der zugleich Großherzog von Luxemburg war, Preußen das Recht ab, sowohl den Gouverneur als auch Kommandanten der Festung Luxemburg zu ernennen. Neben den vorgeschriebenen 4.000 Mann der Friedensbesatzung, deren Stärke nicht eingehalten wurde, waren bei Gefahr weitere 1.500 Preußen und 500 Niederländer in die Festung zu bringen.
Die Stärke der Kriegsbesatzung von Luxemburg war somit auf insgesamt 6.000 Mann und 200 Pferde festgelegt worden. Diese Anzahl war dringend notwendig, da sich der Festungsgürtel aus 22 Forts, davon 15 im Mittelgürtel und 7 im Außengürtel, zusammensetzte. In den Fels waren zusätzlich großräumige Kasematten und Stollen von insgesamt 22 km Länge gearbeitet worden. Aus diesem Grunde nannte man Luxemburg auch das „Gibraltar des Nordens“. Im Jahre 1867 wies der Gesamtkomplex dieser Festung mit den umliegenden Höhenbefestigungen 24 Forts auf.

### Landau
Landau lag in der Pfalz, die damals zum Königreich Bayern gehörte. Die Friedensbesatzung der Festung Landau bestand ursprünglich aus 2.800 Bayern. Im Kriegsfall hatte Baden auf Wunsch Bayerns ein Drittel der auf insgesamt 6.000 Mann angewachsenen Kriegsbesatzung zu stellen. Nach Bildung der Reserveinfanteriedivision des Bundesheeres wurde die Zusammensetzung der Besatzungskontingente der Bundesfestung geändert. Am 3. März 1831 wurde auf Beschluss der Bundesversammlung festgelegt, dass sich die Kriegsbesatzung von Landau aus 4.000 Bayern mit den Mischkontingenten der Reservedivision von 2.300 Mann ergänzt.
Gouverneur und Kommandant der Bundesfestung Landau wurden von Bayern bestimmt, da sie 1816 von österreichischer in bayerische Zuständigkeit überführt worden war.
Der Festungsbau von Landau hatte schon 1688, nach Plänen von Vauban, begonnen und wurde vor allem seit dem 18. Jahrhundert ständig weitergeführt. Die kleine und im 19. Jahrhundert bereits veraltete Festung bestand aus einem durch kasemattierte Türme flankierten polygonalen System. Zur Zeit des Deutschen Bundes wurden in bedeutenden Erweiterungsarbeiten vor allem zahlreiche detachierte Vorwerke erbaut, die die alte Stadtumwallung dem Wirkungsbereich der feindlichen Artillerie entzogen.

### Festungsneubauten Rastatt und Ulm
Die Diskussion, welcher der beiden Plätze, Ulm (Württemberg) oder Rastatt (Baden), sich günstiger auf die Verteidigungsfähigkeit des Bundes auswirken würde, hatte seit der Mitte der 1830er Jahre einen polemischen Höhepunkt erreicht. Österreich bevorzugte zur Deckung seiner eigenen Grenzen sowie im Interesse einer defensiven Verteidigungskonzeption für den süddeutschen Raum, an der es teilhaben konnte, Ulm. Die süddeutschen Staaten zogen dagegen Rastatt vor, weil sie damit ihre aktive Verteidigung am Oberrhein verstärken wollten. Preußen neigte traditionell mehr der süddeutschen Position zu, da sie sich mit seiner eigenen Sicherheitspolitik deckte.
In dieser festgefahrenen Situation schlug im Oktober 1836 der württembergische König Wilhelm I. die Befestigung beider Orte vor. Diese Position übernahm auch der preußische Bevollmächtigte bei der Bundesmilitärkommission. Nach langwierigen Verhandlungen gelang es ihm, im August 1838 den bayerischen König und ein Jahr später auch den österreichischen Bevollmächtigten bei der Bundesmilitärkommission für den Plan zu gewinnen. Eine definitive Beschlussfassung über den Bau der Festungen Rastatt und Ulm kam aber erst unter dem Eindruck der Rheinkrise zustande. Am 26. März 1841 beschloss die Bundesversammlung den Bau beider Festungen.
Der Bau der Festungen Rastatt und Ulm stellte einen militärischen Kompromiss dar. Er glich zwei militärstrategische Konzeptionen aus: die offensivere Preußens und der süddeutschen Staaten einerseits sowie die defensivere Österreichs andererseits. Beide Festungen stellten darüber hinaus, mit ihren im zeitgenössischen Urteil für nahezu uneinnehmbar gehaltenen Bollwerken, eine beachtliche ingenieurtechnische Leistung dar.

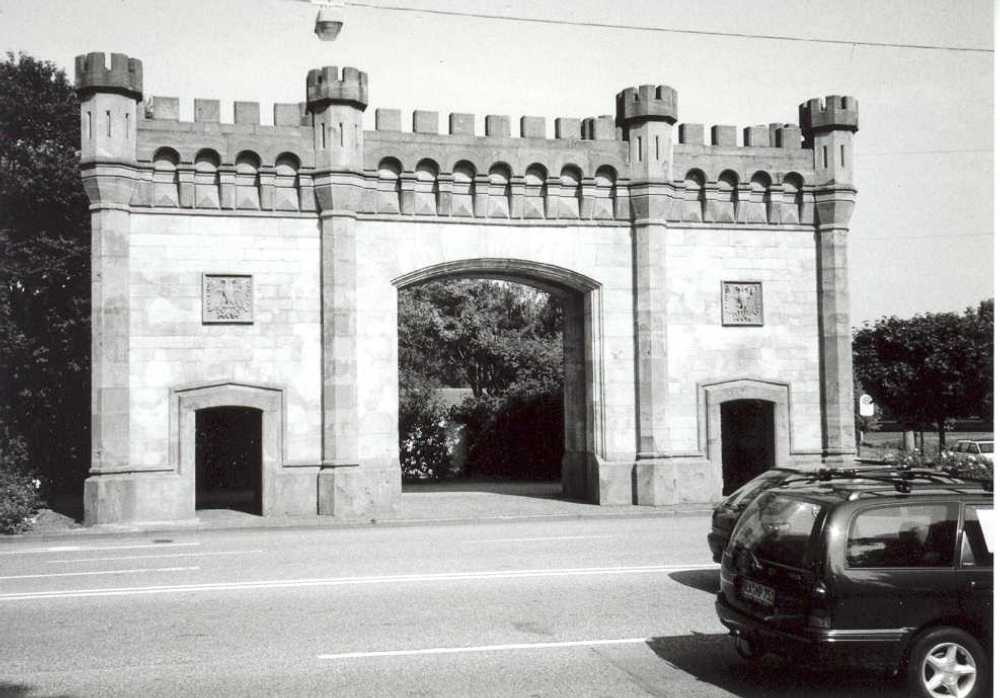
Das Karlsruher Tor der Festung Rastatt

#### Rastatt
Die Festung Rastatt lag ganz in der Hand Badens. Das Großherzogtum stellte bis auf die österreichisch besetzte Geniedirektion die administrative Leitung, im Frieden die gesamte und im Krieg neben Österreich zwei Drittel der Besatzung. Der Bau dieser Festung stärkte die militärische Position Preußens in Süddeutschland, indem er die seit 1830 immer wieder von Preußen angestrebte effektive Zusammenarbeit der süddeutschen Truppen mit den am Rhein konzentrierten preußischen Verbänden auf eine feste Grundlage stellte.
Die Hauptfestung umschloss die Stadt Rastatt und bestand aus drei Forts (Leopold-, Ludwig- und Friedrichfeste), die unabhängig voneinander verteidigt werden konnten. Angelegt nach dem „neudeutschen“ Festungssystem, passt sich Rastatt bei Verzicht auf einen streng geometrischen Grundriss dem Gelände an. Die Schwerpunkte der Verteidigungsfront lagen im westlichen, südlichen und östlichen Bereich, während der Nordabschnitt durch das Gelände gedeckt war.

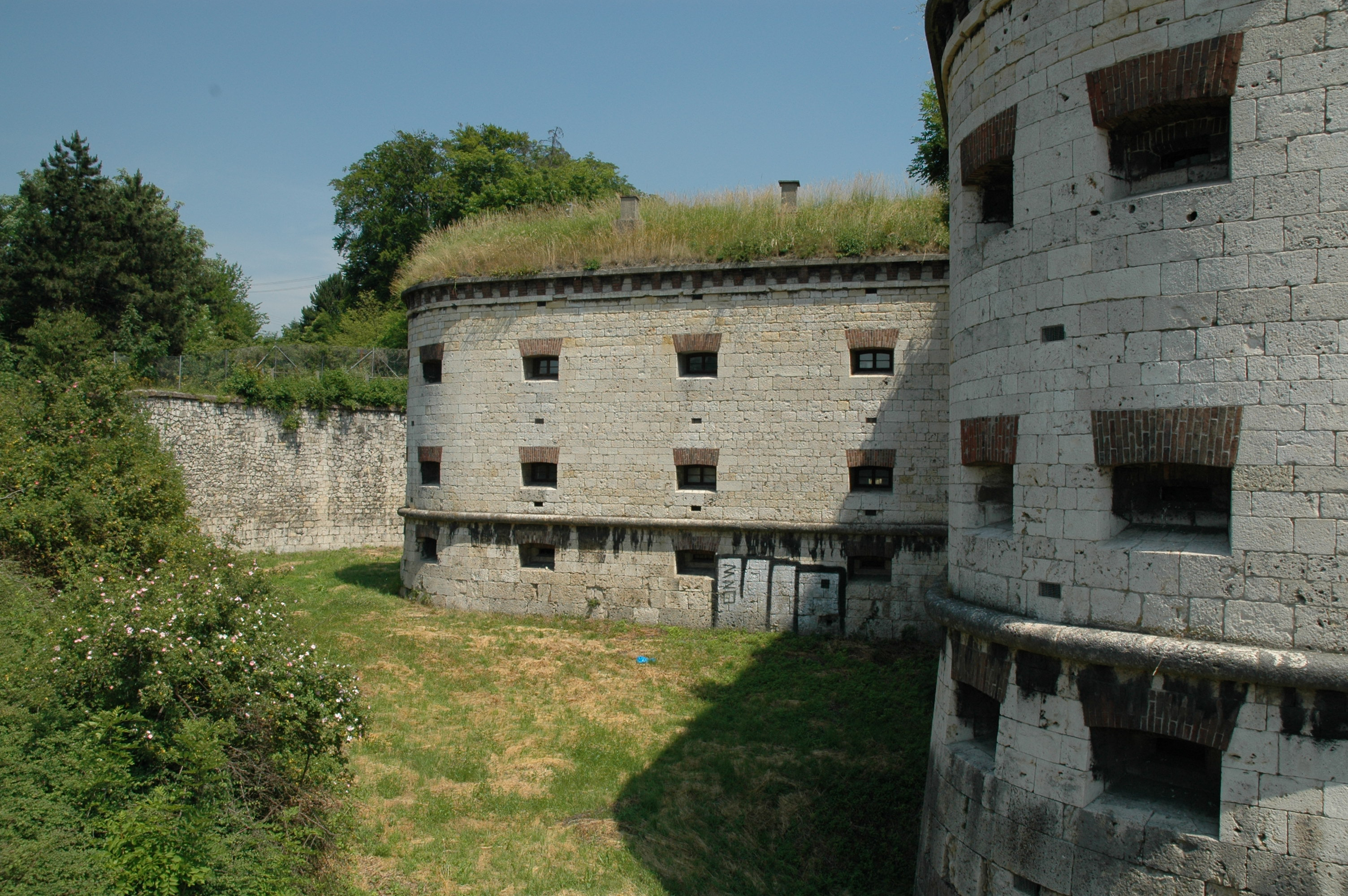
Kienlesbergbastion Doppelkaponniere der Festung Ulm

#### Ulm
Die Festung Ulm bildet mit ihren auf beiden Ufern der Donau weit vorgeschobenen Befestigungsanlagen einen Zentralpunkt und Hauptwaffenplatz für die defensive Verteidigung Süddeutschlands. Unter preußischer Leitung als eine der größten Festungsanlagen Europas erbaut, bestand sie aus einer der die Städte Ulm und Neu-Ulm ellipsenförmig umschließenden Hauptumwallung. 16 Außenforts beherrschten die umliegenden Höhenzüge, dazu kam ein umfangreiches Grabensystem.